# Reálné gymnázium
Reálné gymnázium (německy Realgymnasium; český dobový název reálné gymnasium) je druh střední školy, představující kompromis mezi reálkou a (klasickým) gymnáziem. První reálné gymnázium v českých zemích vzniklo v roce 1862 v Táboře, další vznikala následně:
- 1863 – Chrudim
- 1865 – Praha-Malá Strana
- 1870 – Mährisch Neustadt (Uničov) (německé)
- 1871 – Domažlice, Pelhřimov, Plzeň (české), Praha (první české, na Novém Městě), Příbram
- 1872 – Hostinné
- 1873 – Nový Bydžov, Rokycany (zrušeno v roce 1881)
- 1874 – Smíchov (německé)
- 1874 – Praha (druhé české, v Truhlářské ulici)
- 1876 – Kolín
- 1877 – Roudnice nad Labem
- 1880 – Kutná Hora, Vysoké Mýto
- 1883 – Smíchov (české)
- 1896 – Louny
- 1909 – Orlová
- 1912 – Příbor
- 1913 – Jilemnice

Ve školním roce 1917/1918 bylo v českých zemích celkem 35 reálných gymnázií s češtinou jako vyučovacím jazykem, z toho 24 v Čechách, 10 na Moravě a jedno ve Slezsku.
Vedle toho byl v Rakousku-Uhersku v roce 1908 zaveden nový typ školy, označovaný jako reformní reálné gymnasium, kombinující nižší reálku s vyšším stupněm, zaměřeným více na humanitní předměty. Do roku 1918 jich však vzniklo pouze sedm, z toho dvě v českých zemích (obě s němčinou jako vyučovacím jazykem):
- 1909 – Vrchlabí
- 1911 – Bohumín